# تاروک کولاشی
تاروک کولاشی یک منطقه مسکونی پیشین در ولایت قندهار کشور افغانستان بود.
در تاریخ ۶ اکتبر ۲۰۱۰، سرهنگ دوم، دیوید فلین، فرمانده گروه ضربت مشترک ترکیبی ۱–۳۲۰ دستور ریختن ۴۹۲۰۰ پوند موشک و بمب‌های هوایی را بر روی روستا صادر کرد که منجر به تسطیح کامل روستا شد.